# Камаль, Хусейн
Хусейн Камаль (7 августа 1932, Египет — 24 марта 2003, Каир, Египет) — египетский кинорежиссёр, сценарист и актёр.

## Биография
В 1956 году в Париже окончил ИДЕК. В своих фильмах затрагивал остросоциальные проблемы жизни Египта, его прошлого и настоящего.

## Избранная фильмография

### Режиссёр
- 1965 — Невозможное /
- 1968 — Почтмейстер / Al-boustaguy
- 1969 —  / Abi foq al-Shagara
- 1969 — Немного страха / Shey min el khouf (участник конкурсной программы VI Московского международного кинофестиваля)
- 1971 — Болтовня на Ниле / ثرثرة فوق النيل (по Нагибу Махфузу)
- 1971 — Мой отец на дереве /
- 1972 — Империя «М» / امبراطورية ميم
- 1973 — Мои слёзы, моя любовь, моя кровь / قصة ممنوعة
- 1974 — Сирена / النداهة (в советском прокате — «На зов города»)
- 1975 — Любовь и дождь / الحب تحت المطر
- 1979 — История за каждой дверью / حكاية وراء كل باب

### Сценарист
- 1968 — Почтмейстер / Al-boustaguy

### Актёр
- 1959 — Свидание с незнакомцем / Maweed maa maghoul
- 1965 —  / Gharam fi al-Karnak — Мустафа
- 1968 — Бунтовщики / Al-moutamarridoune

## Награды
- 1973 — номинация на Золотой приз VIII Московского международного кинофестиваля («Империя «М»»)